# Camelosphecia
Camelosphecia is een uitgestorven geslacht van mieren.

## Soorten
- Camelosphecia fossor Boudinot, Perrichot & Chaul, 2020
- Camelosphecia venator Boudinot, Perrichot & Chaul, 2020